# Teijlers glas

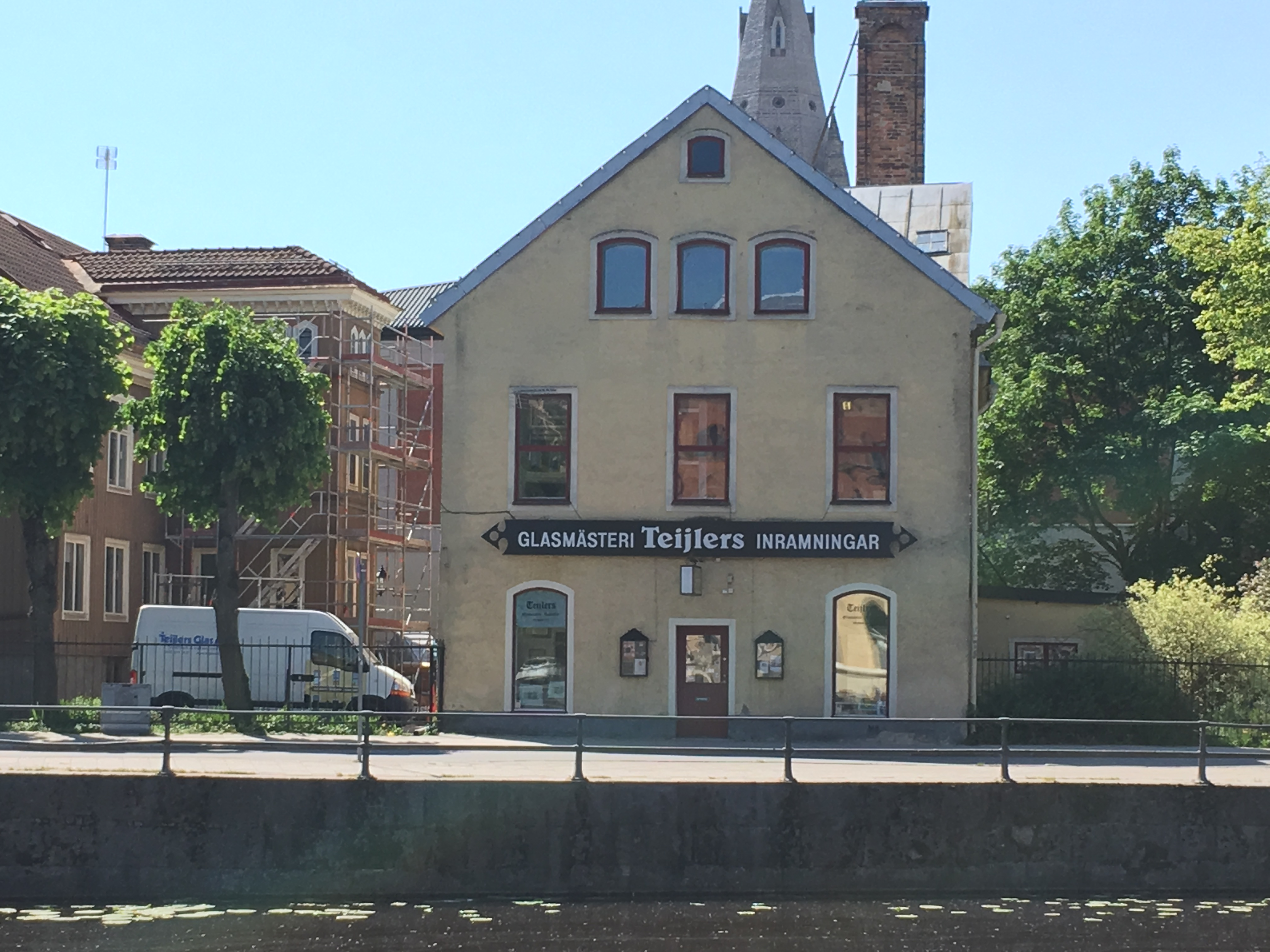
Teijlers Glas idag på Södra Strandgatan.

Teijlers Glas AB är ett glasmästeri som  grundades 1911 av Charles Teijler, far till Börje Teijler. Det köptes 1960 av Charles svåger, Sven-Olof Restadh. Idag drivs företaget fortsatt inom släkten.
Vid starten var verksamheten inriktad på traditionellt glasmästeri - reparation, nyglasning samt en del inramning. Sedan 1971 har företaget utvecklats bl.a. genom tillverkning och renovering av blyinfattade kyrkfönster samt att inramningsavdelningen haft en kraftig tillväxt. 
Teijlers Glas ligger i dag vid Elgérigården på Södra Strandgatan 1 längs med Svartån i Örebro men låg innan 1983 på Engelbrektsgatan 7 och Manilagatan 4 vid Hamnplan i Örebro.
År 2013 tilldelades företaget pris som "Årets företag" av Glasbranschföreningen